# Sounds of Violence
Sounds of Violence è il quinto album in studio del gruppo musicale britannico Onslaught, pubblicato nel 2011.

## Tracce
Testi di Nige Rockett, musiche di Nige Rockett e Andy Rosser-Davies.
1. Into the Abyss (intro) – 1:01
2. Born for War – 5:56
3. The Sound of Violence – 4:05
4. Code Black – 6:23
5. Rest in Pieces – 4:43
6. Godhead – 4:51
7. Hatebox – 4:52
8. Antitheist – 6:33
9. Suicideology – 5:13
10. End of the Storm (outro) – 1:31
11. Bomber (Motörhead cover, feat. Phil Campbell & Tom Angelripper) – 2:51

## Formazione
- Sy Keeler – voce
- Nige Rockett – chitarra
- Andy Rosser-Davies – chitarra
- Jeff Williams – basso
- Steve Grice – batteria